# Réseau de froid
Pour les articles homonymes, voir RFU.
 (août 2014).
Un réseau de froid, ou RFU pour réseau de froid urbain est l'équivalent d'un réseau de chaleur, mais destiné au transport et à la distribution de « frigories » plutôt que de calories.

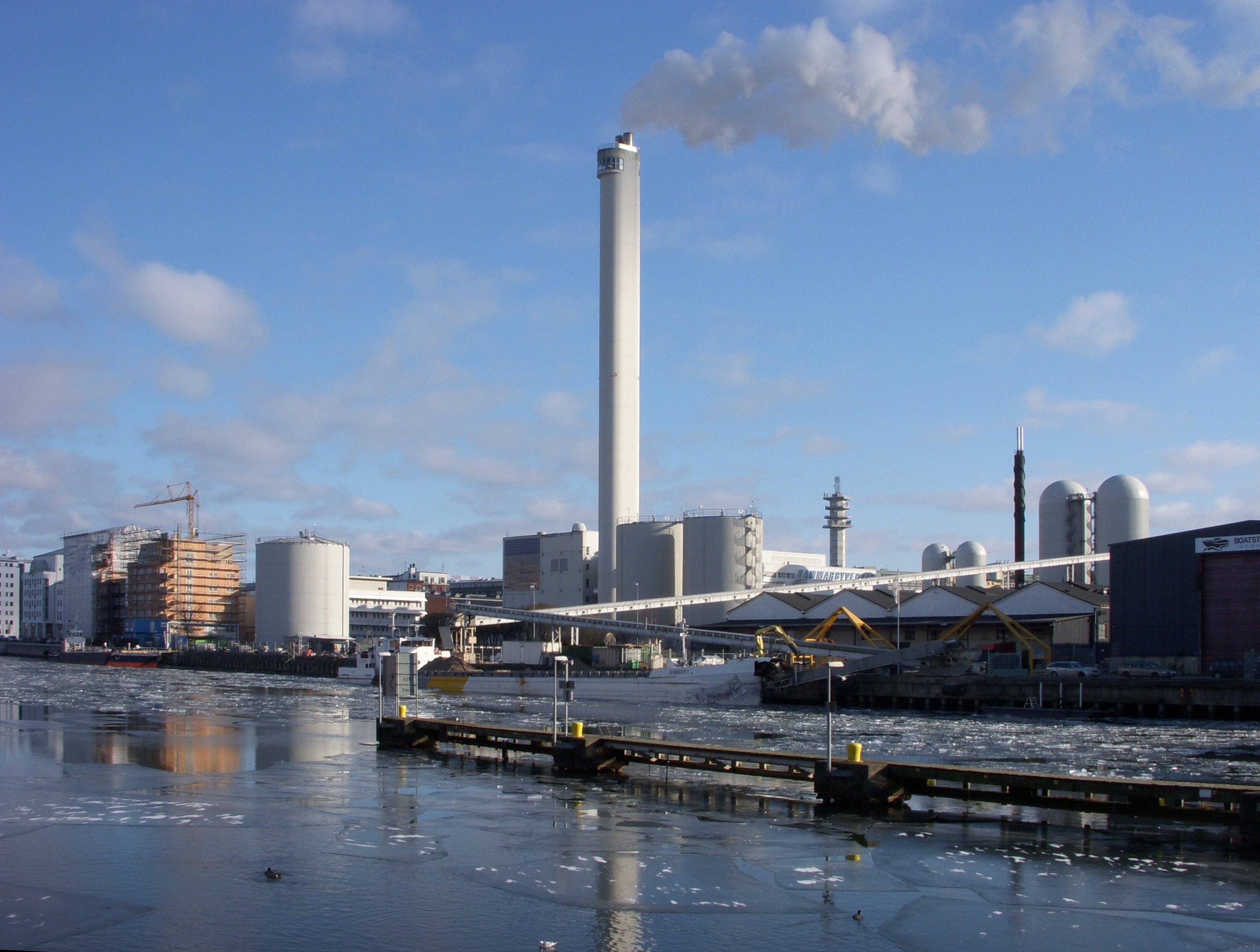
Hammarbyverket à Stockholm (Suède) est une centrale énergétique urbaine qui produit à la fois de la chaleur (calories) et du froid (frigories)

## Principes
Ce réseau distribue généralement de l'eau très fraiche. Il dessert des habitations, des écoles, des supermarchés, des entreprises... Il peut concerner un quartier ou une ville et être associé à un smart grid. Le système hydrothermique peut être fermé (en une ou plusieurs boucles, avec ou sans échangeur seul ou en batterie) ou de type ouvert (l'eau finale sert par exemple à l'irrigation, au remplissage de plans d'eau ou à l'arrosage d'espaces verts, etc.).
Dans certaines régions (près de l'océan en zone froide ou profonde, près d'une mer fermée et profonde, près de pergélisols ou de lacs froids) les frigories naturelles sont disponibles à faible coût dans les eaux hypolimniques et plus faciles à exploiter et transporter.
Ailleurs il faut produire du froid (éventuellement corrélativement à du chaud, via une pompe à chaleur par exemple). En période de grand froid il peut servir d'outil d'ajustement de la consommation électrique s'il est associé à des capacités de stockage qui diminuent les besoins en production de frigories, permettant des effacements de consommation électrique.
Le réseau peut être géré par la commune (en régie) ou par un prestataire privé.
De la même manière que la calorie peut être récupérée dans le cadre d'une énergie fatale, la frigorie peut l'être dans des contextes de pertes fatales[Quoi ?] de froid (c'est le cas par exemple des terminaux méthaniers devant réchauffer le gaz liquéfié pour le regazéifier.
Ainsi en 2006, l'opérateur du port méthanier de Dunkerque, l’ULCO et des industriels et collectivités territoriales ont lancé une démarche et une association (INNOCOLD, Institut Technologique du Froid) qui aideront des laboratoires/entreprises à assurer une veille scientifique et technologique et de la R&D sur ce sujet.[réf. nécessaire]

## Dénominations
On parle aussi de
- DC pour District cooling pour les anglophones ;
- LSC pour lake source cooling ou DLWC (direct lake water cooling) quand la source de frigories est un lac ;
- DSWC pour Direct sea water cooling quand l'eau froide est pompée en mer.

## Le réseau de distribution
Les canalisations transportent et distribuent le froid sont le plus souvent en polyéthylène haute densité entouré d'une couche d'isolant (mousse de polyéthylène réticulé), elle-même revêtue d'une gaine en polyéthylène haute densité annelée. Il existe aussi des conduites en matériaux différents, également isolées mais pouvant être installées moins facilement sur les chantiers.

## Histoire de l'utilisation du froid
Le pergélisol est utilisé depuis la préhistoire pour conserver de la viande ou du poisson, et il a probablement depuis longtemps été utilisé durant le court été arctique comme source estivale de frigorie. C'est naturellement dans des régions froides (pays nordiques ou de montagne) que ce principe a été testé pour la climatisation individuelle, de quartier ou urbaine.
En zone tempérée, les catiches (où l'on élevait les endives et des champignons) et autres champignonnières ont depuis des siècles utilisé la fraicheur estivale du sous-sol. Des brasseries utilisent encore en Europe tempérée des glacières fonctionnant comme au Moyen Âge, très efficacement (des fosses artificielles ou des cavités naturelles conservent durant plus de 10 mois de la glace ou de la neige qu'on y a accumulé en hiver).
Le premier réseau de froid suédois est installé en 1992 à Västerås, et 3 ans plus tard un réseau similaire est installé à Stockholm. Le principe est très similaire à celui du réseau de chaleur. Une centrale, souvent la même que celle utilisée pour produire de la chaleur, produit de l'eau froide, soit en la puisant directement dans un lac, soit grâce à une pompe à chaleur. L'eau froide (autour de 6 °C) est ensuite acheminée vers le client grâce à un réseau de canalisations isolées, puis traverse un échangeur de chaleur situé chez le client de façon à alimenter en froid le système de climatisation du bâtiment.
Dans une ville dense, tout comme pour les réseaux de chaleur, le réseau de froid est bien plus efficace énergétiquement, et donc plus écologique, que des systèmes individuels de production de froid.
En cas de prélèvement dans un lac, l'emplacement du point de pompage est déterminant car la stabilité thermique et les niveaux de températures de certains lacs varient significativement dans l'année. Sa stabilité et le froid augmentent généralement avec la profondeur. Les études d'impacts restent à affiner sur le moyen et long terme, mais à ce jour les effets
thermiques semblent faibles et/ou « se confondent avec la fluctuation spontanée du milieu, et la qualité chimique des eaux n'est presque jamais affectée. Aucun impact notable n’a été perçu sur la faune et la flore aquatique vivant à proximité ».
Théoriquement, dans un lac très profond à forte stratification thermique, un même réseau pourrait utiliser les calories en surface et les frigories au fond.

## Avantages et inconvénients des réseaux de froid

### Les avantages
- Utilisation d'énergies renouvelables (eau de rivière ou mer, valorisation des déchets, géothermie...)
- Centralisation des moyens de production ce qui permet d'assurer une maintenance et un fonctionnement optimal et continu
- Ce sont des installations avec un faible risque sanitaire concernant la maîtrise des fluides frigorigènes
- Confort et sécurité des habitants et usagers des bâtiments surtout lors des périodes de canicules
- Les réseaux de froid permettent de lutter contre les îlots de chaleur urbains

### Les inconvénients
- Des travaux importants sont nécessaires pour construire des réseaux de froid, perturbant la circulation
- Ils répondent à une logique d’investissement à long terme, avec des retours sur investissement compris entre 10 et 15 ans
- Ils sont mieux adaptés aux grands centres urbains car ils doivent être utilisés régulièrement

## Exemples d'application
Finlande : le système de refroidissement du district d'Helsinki valorise la chaleur perdue en été dans les unités de production d'énergie par cogénération en faisant fonctionner des réfrigérateurs à absorption qui climatisent les lieux de vie et de travail en réduisant la consommation d'électricité.
En hiver, le refroidissement exploite la fraîcheur naturelle de l'eau de mer. L'adoption de systèmes de refroidissement urbains vise à réduire de 90 % la consommation électrique dédiée au refroidissement ; Les réseaux de froid urbains devraient se développer dans le pays ; l'idée étant maintenant adoptée par d'autres villes finlandaises.
Suisse : un réseau frigorifique construit en 1957 a été rénové en 1995 pour climatiser le siège du groupe Nestlé à Vevey (Lac Léman) et refroidir les datacenters (8 MW au total), à partir d'un pompage à 50 m de profondeur. Le rejet se fait à environ 9 m de profondeur.
Depuis 1985, l'École polytechnique fédérale de Lausanne dispose d'un double réseau de chaleur et de froid qu'elle utilise selon ses besoins, ce qui a permis une meilleure efficacité énergétique globale du système de chauffage/climatisation (de 19 MW). La ville de Genève a décidé d'utiliser les couches profondes et froides du Lac de Genève (projet GLN Genève-Lac-Nations). Le pompage est situé à 70 m de profondeur (6 °C, 940 m3/h nominal) et l'eau renvoyée dans la rivière La Sorge (à 12-14 °C). Les besoins de chauffage sont couverts via des pompes à chaleur, ceux de climatisation via des échangeurs de chaleur (4,8 MW nominal, en direct selon Vuille F. V., 2004; Schmid J., 2005 cités par Viquerat (2012)). Les eaux de retour sont en partie dans ce cas valorisées pour l'arrosage.
En 2009 un réseau a été créé à Versoix-Centre (Genève, Lac Léman) qui devrait atteindre sa capacité maximale en 2013. Le pompage (à 50 m de profondeur ; 600 m3/h nominal) alimente le réseau puis l'eau tiédie est rejetée dans la rivière la Versoix, contribuant au chauffage (6,6 GWh/an) et à la climatisation en direct (1,8 GWh/an) pour environ 60 000 m2 de bâtiments à basse consommation (Conti, 2010; Chenal, 2008).
Suède :
Au début des années 2000, les principes testés et les objectifs sont les mêmes qu'en Finlande.
Bien que les besoins en climatisation soient bien moins importants en Suède que les besoins en chauffage, selon l'agence suédoise de l'énergie, entre 2 et 4 TWh d'énergie sont utilisés en Suède pour la climatisation. La plupart des installations sont des installations individuelles, mais la part des réseaux de froid augmente. En 2011, la Suède comptait 33 entreprises de réseaux de froid (qui sont les mêmes que celles des réseaux de chaleur), pour une distribution totale de 888 GWh de froid ; le réseau de froid atteint 371 km fin 2011. Le réseau de Stockholm, géré par Fortum, fait partie des plus importants réseaux en Europe, permettant le refroidissement d'une surface de 7 000 000 m2 de commerces, grâce à un réseau de 76 km de long.
États-Unis :
Le système de refroidissement/climatisation de l'Université Cornell utilise le Lac Cayuga comme dissipateur de chaleur du système central de production d'eau glacée du campus, qui alimente aussi le réseau de refroidissement de l'arrondissement scolaire de Ithaca City (depuis l'été 2000, après un investissement de 55-60 millions de dollars. Il refroidit 14 500 tonnes d'eau (puissance : 50 MW).[précision nécessaire]
Canada :
En août 2004, "Enwave Energy Corporation", une société spécialisée dans la distribution d'énergie de quartier à Toronto a commencé à faire fonctionner un système utilisant l'eau profonde du Lac Ontario pour climatiser les bâtiments du quartier administratif et universitaire en centre-ville, y compris des tours de bureaux, le Metro Toronto Convention Centre, une petite brasserie et un centre de télécommunications. Le processus qui a été intégré (en 2004) à un réseau de froid existant depuis 1997 s'est fait connaître sous le nom de refroidissement par eaux profondes (DLWC pour Deep Lake Water Cooling). Il fournira de plus de 40 000 tonnes d'eau glacée (140 MW) de refroidissement[précision nécessaire], ce qui est plus important que les puissances installées ailleurs pour le même usage. Une autre caractéristique du système Enwave est qu'il est intégré à l'approvisionnement en eau potable de Toronto (qui nécessitait un nouvel emplacement de pompage plus près du rivage, mais plus profond dans le lac. Le gestionnaire devait assumer les coûts de déplacement de la prise d'eau et de chauffage de l'eau potable, qui était trop froide pour être distribuée. La coopération de l'agence de refroidissement urbain et d'Enwave a permis de résoudre les deux problèmes: Enwave a payé le coût de déplacement de la prise d'eau et a fourni la chaleur suffisant pour tiédir l'eau potable à des niveaux acceptables en extrayant efficacement de la chaleur des bâtiments. Les deux réseaux sont physiquement séparés, mais peuvent échanger des calories via un échangeur de chaleur.
Émirats arabes unis :
En janvier 2006, "PAL technology" pilote l'un des projets émergents aux Émirats arabes unis construisant à la fois des unités de dessalement, des usines de traitement des eaux usées et des réseaux de refroidissement urbains (Plus de 400 000 tonnes (1 400 MW) sont en projet, pour des centrales régionales de refroidissement).
Palm Jumeirah, l'archipel artificiel des Émirats arabes unis construit dans le golfe Persique dispose d'un réseau de froid fourni par "Palm Utilities LLC" pour climatiser les bâtiments de cette cité lacustre.
Pays-Bas :
En 2006, un réseau de froid urbain a été construit dans la région d'Amsterdam, en utilisant l'eau du Nieuwe Meer,.
Inde :
La ville d'Ahmedabad (dans le Gujarat) prévoit un tel système.
Qatar :
Le 9 novembre 2010, la plus grande usine de refroidissement de district du monde a été inaugurée au Pearl-Qatar. Elle est détenue et exploitée par « Qatar District Cooling Company » (connue sous le nom « Qatar Cool »), pour une capacité de charge de 130 000 tonnes (450 MW). D'autres projets existent ; le système de refroidissement urbain de Lusail fournira 500 000 tonnes d'eau glacée à ses utilisateurs finaux via un réseau intégré relié à des usines de réfrigération, ce qui en fera l'un des plus grands systèmes de refroidissement urbain au monde.
Un projet de double centrale de réseau urbain de froid utilisant 36 refroidisseurs, 36 tours de refroidissement et deux unités de stockage d'eau froide a été lancé en 2012 pour l'université de Sabah Al-Salem. Le tunnel de service mesure 18 kilomètres et abrite des tuyaux pré-isolés et un système complet d'extinction d'incendie ainsi qu'un système d'éclairage, de drainage et un équipement de vidéosurveillance (104 km de fibres optiques), le tout fermé par des portes anti-feu en acier.
France :
Paris dispose d'un  « Réseau de froid parisien » depuis 1991. Les 10 centrales de production (400 MW) servent à refroidir 500 clients pour une énergie délivrée de 370 GWh/an ; ce réseau est géré par la société concessionnaire Fraîcheur de Paris. Depuis 2002 deux autres sites offrent une « alimentation renforcée grâce au stockage de glace » dans les centrales frigorifiques Opéra/Galfa (capacité frigorifique globale d'environ 20 000 kWh). Paris se propose aussi de développer des réseaux de froid (dans son Plan climat) ; 2 "glacières" ont été intégrées début 2006 à la centrale frigorifique "Les Halles" qui dispose d'une capacité frigorifique globale d'environ 30 000 kWh : 44 MW provenant des machines frigorifiques, et de 13 MW supplémentaires ajoutés durant de courtes périodes au réseau de froid de la ville grâce au stockage de glace. La société Enertherm située à La Défense (Courbevoie) possède actuellement l'installation de stockage de glace la plus importante d’Europe avec une capacité de 240MWh.
Lyon possède aussi un réseau de froid, géré par la société Dalkia qui a racheté Prodith.

## Stockage de frigories
Des brasseries utilisent encore en Europe froide ou tempérée des glacières fonctionnant comme au Moyen Âge, très efficacement (elles conservent durant plus de 10 mois de la glace ou de la neige accumulée dans le sol, dans des fosses artificielles ou des cavernes naturelles, etc.).
Des systèmes de captage hivernal de frigories dans la roche du sous-sol sont testés. La roche y est refroidie par circulation d'air très froid et les mêmes canalisations peuvent être utilisées pour refroidir de l'air chaud en été (avec problèmes de condensation à gérer).
Des frigories peuvent aussi être exportées par pompage de l'eau à l'état fondu, pour injection directe dans un système de refroidissement urbain (ou indirecte via un échangeur de chaleur). L'eau de fonte devenue tiède est ensuite renvoyée dans le stock de glace ou neige où elle se refroidit.
En Suède, il existe à Sundsvall une « usine de refroidissement à neige » construite et détenue par le comté (1 500 MWh/an).

## Déshumidification
En zone tropicale subtropicale, des besoins importants de déshumidification de l'air existent, qui peuvent être associés aux systèmes de froid.

## Recherche, prospective
Parmi les pistes d'amélioration figurent l'amélioration des matérieux isolants, de la production et du stockage des frigories, ainsi que la commande du réseau de froid par un smart grid associée à des sources d'énergies renouvelables, propres et sûres.
L'Europe soutient l'innovation dans ce domaine, via le programme Horizon 2020 ; "Secure, Clean and Efficient Energy", qui est l'un programme de recherche et d'innovation de l'Union. Ce programme dont l'un des items éligibles est le réseau de froid, dispose au total de près de 80 millions d'euros sur 7 ans (2014-2020) pour abonder des financements privés visant à faire sauter certains verrous à l’innovation et au passage du stade du prototype de laboratoire à celui du marchés, afin de produire une énergie efficiente, verte et sûre).